# Gheorghe Duca (inginer)
Gheorghe Duca, (n. 3 februarie 1847, Galați – d. 7 august 1899, București) a fost un inginer, reformator al învățământului politehnic (1881), membru fondator al Societății Politehnice. A fost fiul generalului Ion Duca, fost ministru sub Alexandru Ioan Cuza și tatăl lui Ion Gheorghe Duca, om politic liberal român care a deținut funcțiile de  ministru al educației (1914-1918), ministru al agriculturii (1919-1920), ministru al afacerilor externe (1922-1926), ministru al afacerilor interne (1927-1928) și prim-ministru al României între 14 noiembrie și 30 decembrie 1933.
Tatăl său l-a trimis la Paris să studieze la Liceul „Louis le Grand”, unde a avut ca tutore pe Iancu Alecsandri, fratele poetului Vasile Alecsandri. După bacalaureat s-a înscris la Școala Centrală de Arte și Manufacturi în anul 1864 și a obținut diploma de inginer în 1869.

## Ctitor al învățământului superior politehnic
Întors în țară după terminarea studiilor, Gheorghe Duca a debutat în învățământ ca profesor de geometrie descriptivă la Liceul Militar din Iași. Prin decretul nr. 1035 din 8 aprilie 1881, după propunerea făcută prin raport de ministru secretat de stat la departamentul agriculturii, comerțului și lucrărilor publice, inginerul Gheorghe Duca a fost numit în post de director al „Școalei de Poduri și Șosele” din București. În această calitate a depus o muncă deosebită, având ca model programele didactice din învățământul politehnic francez. În 1875, Școala de Conductori a fost transformată în „Școala de Poduri și Șosele”, cu o durată de studii de patru ani și a eliberat primele diplome de inginer în 1879. În funcția de director și profesor, după cum afirmă contemporanii săi, Gheorghe Duca „nu a reorganizat această școală, ci a organizat-o din temelii”. Gheorghe Duca a stabilit norme de admitere, de promovare și obținere a diplomelor. O dată cu diploma de inginer, absolvenții primeau și gradul de sublocotenent în rezervă.
Tot Gheorghe Duca a fost și ctitorul imobilului Politehnicii din Calea Griviței, a cărui inaugurare a avut loc pe 2 octombrie 1886. Aici a înființat o bibliotecă și laboratoare de fizică și chimie. Programele didactice elaborate de Gheorghe Duca au fost preluate și de Politehnica din București și de cea din Timișoara.

## În serviciul Căilor Ferate Române

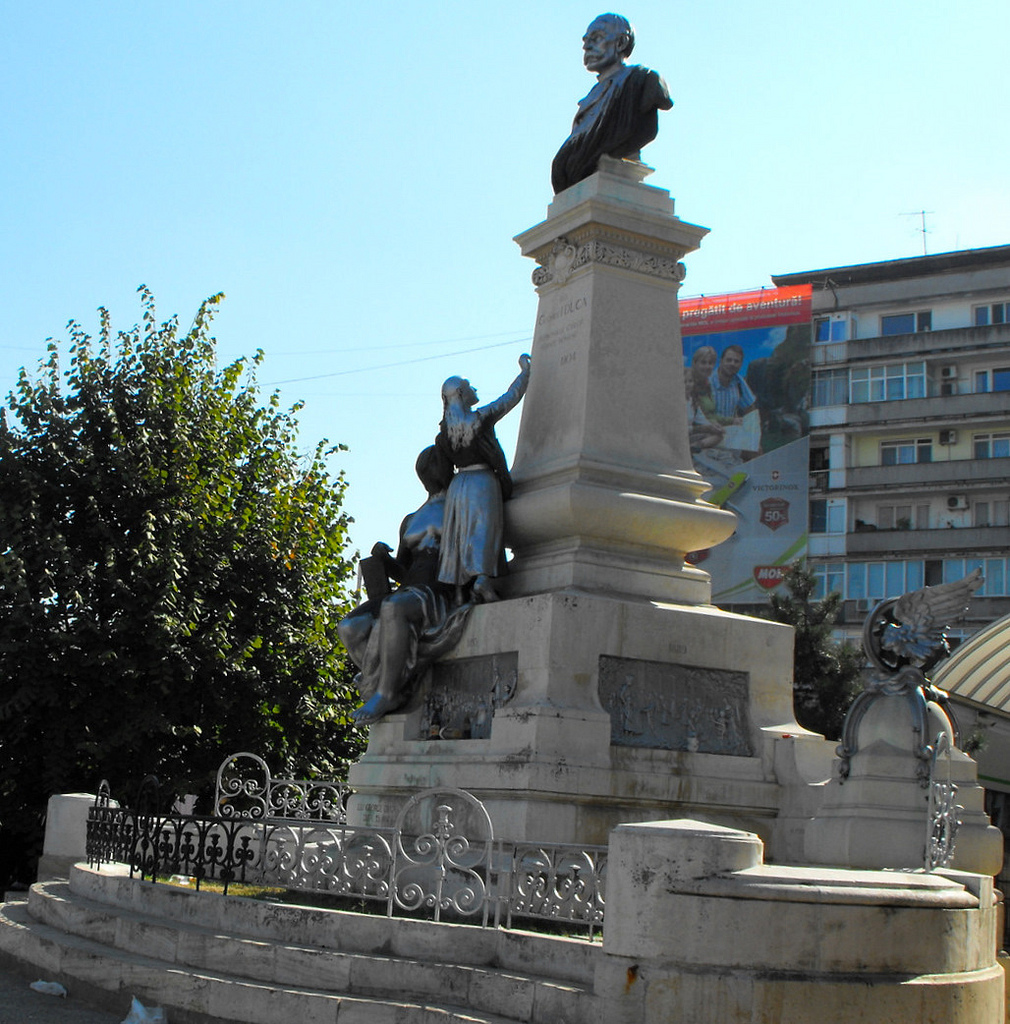
Monumentul inginerului Gheorghe Duca de la Gara de Nord, București

O dată cu numirea sa în postul de profesor, a fost încadrat și la Circumscripția de poduri și Șosele din Iași, care aparținea de Ministerul Lucrărilor Publice. În anul 1874, a fost numit director al liniei Iași-Ungheni. Între anii 1876-1881 a lucrat la Direcția Centrală a Antreprizei Guilloux, la linia ferată Ploiești-Predeal.
În momentul în care exploatarea căilor ferate a trecut în administrația statului, s-a format o direcție generală și un consiliu de administrație, din care va face parte și inginerul Gheorghe Duca. A fost numit director general al CFR în anul 1888, funcție pe care o va deține până în anul 1897. Ca director general a inițiat o serie de măsuri organizatorice care au condus la dezvoltarea acestei imporatante instituții pentru economia și apărarea țării.
Preocupat de calificarea profesională a personalului, a înființat o școală pentru mecanici de tracțiune (1890), o școală pentru șefii de întreținere (1892) și o alta pentru manipulanți (1893). Tot el a extins relațiile internaționale ale CFR. Ca membru al Congresului Internațional al Căilor Ferate, s-a remarcat printr-un raport susținut la Congresul de la Londra (1895), care a fost mediatizat în toată lumea.
Preocupat de problemele salariaților întocmește Statutul personalului – prin care se stabilesc drepturile la pensie, inexistente până atunci. În dorința de a îmbunătăți viața întregului personal, a creat o Casă de Ajutor Reciproc, un magazin de consum, la care salariații se puteau aproviziona pe credit și la prețuri mai reduse, o școală elementară pentru copiii salariaților din București și a construit locuințe de serviciu.
În anul 1897, inginerul Gheorghe Duca a fost numit director al lucrărilor portului Constanța, unde va rămane să lucreze timp de doi ani, până la sfârșitul prematur al vieții sale.

## Societar al asociațiilor de ingineri
Gheorghe Duca fost membru fondator al Societății Politehnice și ales vicepreședinte în primul comitet de conducere (decembrie 1881). A fost președinte în exercițiu de două ori, în anii 1883 si 1890. A dat o atenție deosebită publicației Buletinul Societății Politehnice.
S-a stins din viață la 7 august 1899, în mod surprinzător, lăsând în urmă multe proiecte începute, dar nerealizate.
Într-o perioada de viață relativ scurtă, de numai 52 de ani, datorită calităților sale, puterii de muncă și energiei deosebite, pregătirii profesionale excepționale și calităților sufletești, Gheorghe Duca a avut realizări prin care va rămâne în istoria tehnicii românești ca o remarcabilă personalitate.